# Ein Festival der Liebe (Lied)
Ein Festival der Liebe ist ein Schlager des deutschen Sängers Jürgen Marcus aus dem Jahr 1973.

## Entstehung und Veröffentlichung
Der Liedtext zu Ein Festival der Liebe wurde von Fred Jay verfasst; die Musik von Jack White komponiert. Im Liedtext wird konstatiert, dass „die ganze Welt“ ein „Festival der Liebe“ brauche, da ohne sie „alles fehlt“. White zeichnete darüber hinaus auch für die Produktion verantwortlich.
Die Erstveröffentlichung des Liedes erfolgte im Februar 1973 als 7″-Single mit der B-Seite Ich könnte heut' die ganze Welt umarmen bei Telefunken. Im gleichen Jahr erschien Ein Festival der Liebe als Teil von Marcus’ gleichnamigen Debütalbum.
In der ZDF-Hitparade debütierte das Lied am 17. März 1973 als Neuvorstellung. Marcus erreichte mit dem Lied dann zweimal in Folge Platz eins in der ZDF-Hitparade, am 14. April und 12. Mai 1973. Er sang das Lied unter anderem auch in der Schlagerkomödie Blau blüht der Enzian (April 1973).

## Charts und Chartplatzierungen
Ein Festival der Liebe stieg am 19. Februar 1973 auf Rang 45 der deutschen Singlecharts ein und erreichte einen Monat später seine Bestplatzierung mit dem dritten Rang am 26. März 1973. Die Single musste sich dabei nur Blockbuster (The Sweet) sowie dem Spitzenreiter Mama Loo (Les Humphries Singers) geschlagen geben. Insgesamt konnte sich das Lied 20 Wochen in den Charts platzieren, zehn Wochen davon in den Top 10. Zum letzten Mal platzierte es sich in der Chartwoche vom 2. Juli 1973. Darüber hinaus erreichte die Single Rang acht in den Niederlanden. 1973 belegte Ein Festival der Liebe Rang 22 der deutschen Single-Jahrescharts.
Für Jürgen Marcus avancierte das Lied nach Nur Du (El cóndor pasa), Nur Liebe zählt und Eine neue Liebe ist wie ein neues Leben zum vierten Charthit in Deutschland. Zum zweiten Mal nach Eine neue Liebe ist wie ein neues Leben platzierte er sich in den Top 10.
| ChartsChartplatzierungen | Höchstplatzierung | Wochen |
| ------------------------ | ----------------- | ------ |
| Deutschland (GfK)        | 3 (20 Wo.)        | 20     |

| ChartsJahrescharts (1973) | Platzierung |
| ------------------------- | ----------- |
| Deutschland (GfK)         | 22          |

## Coverversionen (Auswahl)
Der Song wurde oft gecovert. Coverversionen stammen von:
- Annemarie Eilfeld
- Mickie Krause
- Guildo Horn & Die Orthopädischen Strümpfe
- Dieter Thomas Kuhn & Band
- Nina & Mike
- Jo Vally (Festival van liefde)
- Dennie Christian
- Die Kirmesmusikanten
- Cliff Carpenter und sein Orchester
- Frans Bauer & Marianne Weber (Bij jou vind ik de liefde)
- Chantal Janzen & Jan Smit
- Gottfried Böttger